# Paruzzaro
Paruzzaro (piemontesisch und lombardisch Pàrscè) ist eine Gemeinde mit 2148 Einwohnern (Stand 31. Dezember 2023) in der italienischen Provinz Novara (NO), Region Piemont.
Die Nachbargemeinden sind Arona, Gattico, Invorio und Oleggio Castello.
Das Gemeindegebiet umfasst eine Fläche von fünf km².